# Marcial Gómez Balsera
Marcial Gómez Balsera (Monterrubio de la Serena, Badajoz, 30 de junio de 1972) es un político español. Actualmente trabaja en el sector privado, después de haber sido director general de Personas con Discapacidad e Inclusión de la Junta de Andalucía y diputado de Ciudadanos en el Congreso de los Diputados en la XII legislatura de España.

## Biografía
Natural de Monterrubio de la Serena (Badajoz), Gómez es licenciado en Derecho por la Universidad de Córdoba y perito calígrafo por la Universidad Autónoma de Barcelona.
Ha desarrollado su carrera profesional como procurador de los Tribunales en Córdoba, perteneciendo a la Junta de Gobierno del Ilustre Colegio de Procuradores de Córdoba durante ocho años.

## Carrera política
Gómez se afilió a Ciudadanos en enero de 2014, tras haber firmado el manifiesto de la plataforma civil Movimiento Ciudadano. Es uno de los impulsores del partido en la provincia de Córdoba y uno de los fundadores de la agrupación de Córdoba, de la que llegó a ser secretario-tesorero, portavoz y responsable de comunicación provincial.
En julio de 2015, Gómez se presentó a las primarias para encabezar la lista de la formación naranja al Congreso de los Diputados por Córdoba. Tras reunir los avales necesarios fue proclamado candidato y, tras las elecciones del 20 de diciembre de 2015, fue elegido diputado.
En el Congreso, tuvo un papel destacado en la Comisión de Políticas Integrales de Discapacidad, lo que le llevó después a ocupar el cargo de director general de Personas con Discapacidad e Inclusión de la Junta de Andalucía, en el gobierno de coalición Partido Popular - Ciudadanos. Durante su mandato se promulgó la Ley de Perros de Asistencia de Andalucía, el Decreto de Organización y Funcionamiento de los Centros de Valoración y Orientación, y tuvo competencias en la gestión de la pandemia por COVID 19 en los centros residenciales de personas con discapacidad de esa comunidad.